# Rob Dillingham
Robert "Rob" Deon Potasi Dillingham (Hickory, 4 de janeiro de 2005) é um jogador norte-americano de basquete profissional que atualmente joga no Minnesota Timberwolves da National Basketball Association (NBA).
Ele jogou basquete universitário pela Universidade de Kentucky e foi selecionado pelo San Antonio Spurs como a 8º escolha geral no draft da NBA de 2024.

## Início da vida e carreira no ensino médio
Dillingham nasceu e foi criado em Hickory, Carolina do Norte. Seu pai Donald é afro-americano e sua mãe Valaaulia Tailele é originalmente de Samoa. Rob jogou basquete pela Combine Academy em Lincolnton, Carolina do Norte. Dillingham emergiu como um dos melhores jogadores de sua classe em sua segunda temporada. No segundo ano, ele teve médias de 21,2 pontos, 4,9 assistências, 4,1 rebotes e 2,1 roubos de bola, levando seu time a um recorde de 29–3 e um título estadual. Ele foi nomeado o Jogador do Ano pelo Charlotte Observer. Em seu terceiro ano, ele se transferiu para a Donda Academy, a escola de Kanye West em Simi Valley, Califórnia. Em seu último ano, ele se transferiu para a Overtime Elite em Atlanta, Geórgia.

### Recrutamento
Dillingham foi considerado um recruta de cinco estrelas pela ESPN e Rivals, e um recruta de quatro estrelas pela 247Sports. Em 1º de dezembro de 2021, ele se comprometeu a jogar basquete universitário pela NC State, rejeitando as ofertas de Memphis, LSU, Kansas e Kentucky. Ele se tornou o segundo recruta mais bem classificado na história do programa, atrás de Dennis Smith Jr. Em 19 de março de 2022, Dillingham anunciou seu desligamento da NC State e reabriu seu recrutamento. Em 24 de junho de 2022, Dillingham se comprometeu com a Universidade de Kentucky.

## Carreira profissional

### Cold Hearts (2021–2023)
Em 3 de novembro de 2022, Dillingham deixou a Donda Academy após várias controvérsias em torno de seu fundador, Kanye West, e assinou com a Overtime Elite, uma liga profissional de basquete para jogadores do ensino médio e do início da faculdade. Ele se juntou ao Overtime Cold Hearts, um dos seis times da liga. Dillingham fez sua estreia em 11 de novembro, registrando seis pontos, três rebotes e três roubos de bola em uma derrota por 92-84 para o YNG Dreamerz.

### Minnesota Timberwolves (2024–Presente)
Depois de passar uma temporada com a Universidade de Kentucky, Dillingham declarou sua entrada no draft da NBA de 2024.
Em 26 de junho de 2024, Dillingham foi selecionado pelo San Antonio Spurs como a oitava escolha geral no draft da NBA de 2024; no entanto, imediatamente na noite do draft, ele foi negociado com o Minnesota Timberwolves em troca de uma escolha de primeira rodada de 2030 e uma escolha de primeira rodada em 2031. Em 8 de julho, ele assinou um contrato de 4 anos e US$28.4 milhões com o Timberwolves.

## Estatísticas da carreira

### Universidade
| Ano     | Equipe   | PJ | PT | MPJ  | AP   | 3P   | LL   | RT  | AS  | BR  | TO | PPJ  |
| ------- | -------- | -- | -- | ---- | ---- | ---- | ---- | --- | --- | --- | -- | ---- |
| 2023–24 | Kentucky | 32 | 1  | 23.3 | .475 | .444 | .796 | 2.9 | 3.9 | 1.0 | .1 | 15.2 |